# Evciler
Evciler város és adminisztrációs terület Afyonkarahisar tartományban, az Égei-tengeri régiójában, Törökországban. 132
kilométerre van Afyon városától Denizli irányában. Evciler adminisztrációs terület mellett van egy tó, neve Acıgöl.
Evciler 235 négyzetkilométeren fekszik. Lakossága 8104 főt számlált 2000-ben. A polgármester Fatih Deinz Özer (AKP). Evciler kis város, iskolákat és infrastruktúrát biztosít a környező településeknek. A föld száraz és leginkább mezőgazdasági növények termesztésére használják. Fazakasleletekre bukkantak Öküzviran és Kocaviran falvakban.
Evciler adminisztrációs területen a következő falvakat találjuk: Akyarma, Altınova, Baraklı, Bostancı, Afyonkarahisar, Gökçek, 
Körkuyu, Madenler.